# اسلام در ساموآی آمریکا
مذهب  در ساموآ طیف وسیعی از گروه‌ها را در بر می‌گیرد‌، اما تقریباً 100٪ از جمعیت ساموا مسیحی هستند. ادیان دیگر مانند اسلام نیز وجود دارند. جمعیت مسلمانان در ساموآ آمریکایی بسیار کم است، اما سیاست‌های این کشور برای مسافران مسلمان در اوایل دهه ۲۰۰۰، توجه بین‌المللی را به این گروه از مسلمانان جلب کرد. در سال ۲۰۰۲ ساموآ آمریکایی محدودیت‌هایی را برای ورود مسلمانان به قلمرو کشور خود، بدون اجازه مستقیم دادستان کل ساموآ آمریکایی، اعمال کرد. این محدودیت‌ها برای کسانی که از ۲۵ کشور دارای جمعیت مسلمان وارد می‌شدند، شامل کشور همسایه ساموآ، فیجی، که دارای اقلیت ۷٪ مسلمان است، اعمال می‌شد. کشور فیجی، بنا به اصرار دولت فیجی در سال ۲۰۰۳ از این فهرست حذف شد. محمد بن یحیی، رهبر مسلمانان ساموآ تأکید کرد: کشور باید در راستای پذیرش ادیان و نه تبعیض علیه آنها تلاش کند. محمد عرفان احمد نماینده اتحادیه مسلمانان ساموآ در نخستین همایش رهبران مذهبی کشورهای آسیایی حوزه اقیانوس آرام در اکتبر 2015 از مهمت گورمز رئیس اداره دیانت  ترکیه خواسته بود به آنها در انتشار و ارسال قرآن  به زبان ساموآیی کمک کند. اداره امور مذهبی ترکیه (دیانت) دو هزار جلد قرآن ترجمه شده به زبان ساموآیی را برای مسلمانان ساکن کشور ساموآ ارسال کرده است.